# Hassen Ghoula
Hassen Ghoula, né le 2 septembre 1968 à Tebesbest dans la wilaya de Touggourt, est un footballeur international algérien. Il évoluait au poste de défenseur.

## Biographie
Ghoula joue trois saisons au CS Constantine (entre 1996 et 1999) après être passé par le CRB Tebesbestt et le NA Hussein-Dey.
Après avoir remporté le titre de champion d'Algérie avec le C.S.C et la Coupe d'Algérie avec le CR Beni Thour, il quitte l'Algérie pour se diriger vers l'Arabie saoudite. Il joue une saison avec l'équipe d'Al Wehda Club.
Après sa petite expérience au Golfe, Ghoula retourne en Algérie, auprès de son ancien club, le CR Beni Thour. Hassen a terminé sa carrière au MC Mekhadma.
Il reçoit 12 sélections en équipe d'Algérie entre 1996 et 1999.

## Carrière
- 1987-1994 :  chabab Riadhi Baladiat Tebesbest , 1 but en division 2 , centre (1993-1994 )
- 1992-1996 :  Nasr athlétique d'Hussein Dey
- 1996-1999 :  Club sportif constantinois
- 1999-2000 :  Chabab Riadhi Beni-Thour
- 2000-2001 :  Al Wehda Club
- 2001-2005 :  Chabab Riadhi Beni-Thour
- 2005-2006 :  Mouloudia Chabab Mekhadma

## Palmarès
CS Constantine :
- Championnat d'Algérie (1) : 
  - Champion en 1997[4].

 CR Beni Thour :
- Coupe d'Algérie (1) :
  - Vainqueur en 2000[5]